# 쇼 오브 포스
쇼 오브 포스(A Show Of Force)는 미국에서 제작된 브루노 바레토 감독의 1990년 드라마, 스릴러 영화이다. 에이미 어빙 등이 주연으로 출연하였고 존 스트롱 등이 제작에 참여하였다.

## 출연

### 주연
- 에이미 어빙
- 앤디 가르시아
- 루 다이아몬드 필립스
- 로버트 듀발
- 케빈 스페이시

### 조연
- 에릭 에스트라다
- 주안 페르난데즈
- 루페 온티베로스
- 레온 싱어
- 프리실라 포인터

## 제작진
- 원작자: 앤 넬슨
- 미술: 윌리암 J. 캐시디
- 의상: 캐스린 모리슨